# تشارتشاكيس (آراغاتسوتن)
مدينة تشارتشاكيس (بالإنجليزية: Tchartchakis)‏ هي إحدى المدن التابعة لمقاطعة آراغاتسوتن في أرمينيا. يقدر عدد سكانها بـ 589 نسمة حسب الإحصاء الذي جرى عام 2011.